# Jordi Quintillà
Jordi Quintillà, né le 25 octobre 1993 à Lérida, est un footballeur espagnol. Son poste de prédilection est milieu de terrain. 
Son frère cadet, Xavi Quintillà, est également footballeur.

## Biographie
Jordi évolue durant sa carrière en Espagne, en France, aux États-Unis, à Porto Rico et en Suisse. 
Le 1er octobre 2015, il remporte avec le Sporting Kansas City le premier titre de sa carrière professionnelle. Son équipe s'impose en finale de l'US Open Cup face au Philadelphia Union, après une séance de tirs au but.
Lors de la saison 2019-2020, il s'illustre avec le club suisse du FC Saint-Gall, en inscrivant deux doublés en championnat. Il marque son premier doublé le 27 octobre, sur la pelouse du FC Lugano (victoire 1-3). Il inscrit son second doublé le 1er décembre, sur le terrain du FC Lucerne (victoire 1-4).

## Palmarès
- Vainqueur de l'US Open Cup en 2015 avec le Sporting Kansas City